# Livin’ la Vida Loca
Livin’ la Vida Loca (spanisch für „Lebe das verrückte Leben“) ist ein Lied des puerto-ricanischen Sängers Ricky Martin, das im März 1999 erschien. Das Lied erschien etwa zeitgleich in englischer- und spanischer Sprache.

## Entstehung und Veröffentlichung
Geschrieben wurde das Lied gemeinsam von John Barrett (Desmond Child) und Robi Rosa. Desmond Child zeichnete zudem auch für die Produktion verantwortlich. Martin schrieb über die Aufnahme des Liedes in seinem Buch:

“I would go so far as to say that during the process of recording the song we actually made magic. For "Livin’ la Vida Loca" I had the good fortune of working once again with Draco Rosa and Desmond Child. Although I had made several records, I quickly realized that working with Desmond Child is working at an entirely new level.”

„Ich würde sogar so weit gehen zu sagen, dass wir während des Aufnahmeprozesses des Songs tatsächlich Magie geschaffen haben. Für "Livin’ la Vida Loca" hatte ich das Glück, erneut mit Draco Rosa und Desmond Child zusammenzuarbeiten. Obwohl ich schon mehrere Platten gemacht hatte, habe ich schnell gemerkt, dass die Arbeit mit Desmond Child eine völlig neue Ebene ist.“

Am 6. März 1999 enthüllte Billboard die Veröffentlichung von Livin’ la Vida Loca, die noch für den gleichen Monat angekündigt wurde. Die Erstveröffentlichung von Livin’ la Vida Loca erfolgte schließlich als Single am 23. März 1999 bei Columbia Records. Diese erschien zunächst als 2-Track-Single (Katalognummer: 667259 1), wurde aber im Laufe des Jahres in diversen weiteren Ausführungen veröffentlicht. Am 11. Mai 1999 erschien das Lied als Teil von Martins fünften, selbstbetitelten Studioalbums (Katalognummer: 494406 2), dessen erste Singleauskopplung es ist.

## Hintergrund
2018 erzählte Martin dem Attitude-Magazin, dass die Veröffentlichung des Liedes erst beschlossen wurde, als er mit Madonna an Be Careful (Cuidado con mi corazón) gearbeitet habe: "Dieses Album wäre fast ohne 'Livin’ la Vida Loca' veröffentlicht worden, aber drei Tage bevor ich mit Madonna ins Studio ging, wir waren fertig mit 'Livin’ la Vida Loca', also zeigte ich ihr, was ich präsentierte – und sie sagte: 'Ja, ich bin bereit, mit dir ins Studio zu gehen!"

## Musikvideo
Das dazugehörige Musikvideo wurde in Los Angeles (Kalifornien, USA), unter der Regie des US-amerikanischen Filmemachers Wayne Isham gedreht, der auch bei den Videos zu Martins früheren Singles Vuelve (Januar 1998), The Cup of Life (März 1998) und La Bomba (Juni 1998) Regie geführt hatte. Das Video kostete 500.000 US-Dollar und ist damit eines der teuersten Musikvideos, die je gedreht wurden. Das Video wurde am 25. März 1999 auf MTV erstausgestrahlt und beginnt mit einer Szene, die zeigt, wie ein Auto gegen einen Hydranten auf dem Bürgersteig fährt. Danach sieht man Martin, wie er in einem schwarzen Hemd und einer schwarzen Hose auf die Bühne eines Nachtklubs geht, das Lied singt und dazu tanzt, unterstützt von seiner Band, während eine Gruppe von Tänzern und ein partybereites Publikum zum Lied tanzen.
Nachts sitzt eine junge Frau, dargestellt vom kroatischen Model Nina Morić, neben Martin, während er ein Auto fährt. Sie lebt treibt ihn auch in den Wahnsinn, hangelt und tanzt in der Nähe. Auf einer hellbraunen Decke liegend wacht er in einem New Yorker Motel auf, die Frau nimmt seine Hand aus dem Fenster und holt ihn heraus. Sie flirten und küssen sich, während sie auf dem Bürgersteig spazieren gehen, dann zieht Martin seine Jacke aus und sie küssen sich, während sie im Regen tanzen. In einer der späteren Szenen wird Martin während der Fahrt abgelenkt, wodurch er auf eine andere Spur abbiegt, was dazu führt, dass ein anderes Auto einen Hydranten umschlägt. Mehrere Frauen ziehen sich aus und tanzen im Regen, was dem Text des Liedes ähnelt. Das Video endet mit Martins Auftritt auf der Bühne.

## Kommerzieller Erfolg

### Chartplatzierungen
| ChartsChartplatzierungen       | Höchstplatzierung | Wochen |
| ------------------------------ | ----------------- | ------ |
| Deutschland (GfK)              | 6 (19 Wo.)        | 19     |
| Österreich (Ö3)                | 7 (12 Wo.)        | 12     |
| Schweiz (IFPI)                 | 3 (22 Wo.)        | 22     |
| Spanien (Promusicae)           | 2 (16 Wo.)        | 16     |
| Vereinigte Staaten (Billboard) | 1 (20 Wo.)        | 20     |
| Vereinigtes Königreich (OCC)   | 1 (19 Wo.)        | 19     |

| ChartsJahrescharts (1999)      | Platzierung |
| ------------------------------ | ----------- |
| Deutschland (GfK)              | 51          |
| Schweiz (IFPI)                 | 18          |
| Spanien (Promusicae)           | 13          |
| Vereinigte Staaten (Billboard) | 10          |
| Vereinigtes Königreich (OCC)   | 6           |

### Auszeichnungen für Musikverkäufe
| Land/Region                  | Auszeichnungen für Musikverkäufe (Land/Region, Auszeichnung, Verkäufe) | Verkäufe  |
| ---------------------------- | ---------------------------------------------------------------------- | --------- |
| Australien (ARIA)            | 2× Platin                                                              | 140.000   |
| Belgien (BRMA)               | Gold                                                                   | 25.000    |
| Brasilien (PMB)              | Gold                                                                   | 30.000    |
| Dänemark (IFPI)              | Gold                                                                   | 45.000    |
| Deutschland (BVMI)           | Gold                                                                   | 250.000   |
| Frankreich (SNEP)            | Silber                                                                 | 125.000   |
| Italien (FIMI)               | Gold                                                                   | 25.000    |
| Neuseeland (RMNZ)            | Platin                                                                 | 30.000    |
| Norwegen (IFPI)              | Gold                                                                   | 10.000    |
| Schweden (IFPI)              | Gold                                                                   | 15.000    |
| Spanien (Promusicae)         | Gold                                                                   | 30.000    |
| Vereinigte Staaten (RIAA)    | Platin                                                                 | 1.000.000 |
| Vereinigtes Königreich (BPI) | 2× Platin                                                              | 1.200.000 |
| Insgesamt                    | 1× Silber · 8× Gold · 6× Platin ·                                      | 2.925.000 |

Hauptartikel: Ricky Martin/Auszeichnungen für Musikverkäufe

## Adaptionen und Coverversionen
- 1999: Sisqó – Thong Song
- 2000: Wyclef Jean feat. Dwayne Johnson – It Doesn't Matter
- 2000: Black Ingvars
- 2000: Ten Masked Men
- 2000: Toy Dolls
- 2001: Filipp Bedrossowitsch Kirkorow
- 2004: Eddie Murphy feat. Antonio Banderas
- 2004: Montezuma’s Revenge
- 2006: Mr. Irish Bastard
- 2014: Julio Iglesias Jr. feat. Nuno Resende
- 2014: Leo Moracchioli
- 2015: Marquess
- 2017: Tom Dice
- 2018: Straight No Chaser
- 2019: Desmond Child – The Cup of Life / Livin’ la Vida Loca / Shake Your Bon Bon / She Bangs